# Liste der denkmalgeschützten Objekte in Großriedenthal
Die Liste der denkmalgeschützten Objekte in Großriedenthal enthält die 33 denkmalgeschützten, unbeweglichen Objekte der Gemeinde Großriedenthal.

## Denkmäler
| Foto |                 | Denkmal                                                        | Standort                                                 | Beschreibung | Metadaten |
| ---- | --------------- | -------------------------------------------------------------- | -------------------------------------------------------- | --- | --- |
| ja   | Datei hochladen | Kath. Pfarrkirche hl. Lorenz HERIS-ID: 27190 Objekt-ID: 23706  | neben Großriedenthal 23 Standort KG: Großriedenthal      | Die Pfarrkirche hl. Lorenz, eine frühklassizistischer Bau mit mittelalterlichem Kern, wurde 1768–1771 nach Plänen von Matthias Gerl durch den Maurermeister Johann Reitmayer errichtet. Das Langhaus hat ein Walmdach, eine vertikale Putzgliederung, abgerundete Ecken, Flachbogenfenster und im Osten ein Korbbogenportal mit beschlagener Eisentür. Im Westen schließt ein schmälerer Chor an. Der im Kern mittelalterliche Westturm weist im Erdgeschoß eine Putzortsteinquaderung sowie ein vermauertes Segmentbogenportal auf. In beiden Obergeschoßen sind Ecklisenen zu sehen. Der Turm wird von einem spitzen Zwiebelhelm bekrönt. An der Nordseite des Chores liegt eine Sakristei mit Pultdach.                                                                       | BDA-Hist.: Q25133833 Status: § 2a Stand der BDA-Liste: 2025-06-30 Name: Kath. Pfarrkirche hl. Lorenz GstNr.: 49                              |
| ja   | Datei hochladen | Pfarrhof HERIS-ID: 27188 Objekt-ID: 23704                      | Großriedenthal 24 Standort KG: Großriedenthal            | Der im Osten von Großriedenthal unterhalb der Kirche gelegene Pfarrhof wurde nach Abbruch des Vorgängerbaus 1765 nach Plänen von Matthias Gerls begonnen und 1767 durch Johann Reitmayer vollendet. Der spätbarocke Bau hat zwei Geschoße, ein Walmdach, eine Putzortsteinquaderung, zwei einander entsprechende Portale an der Straßen- und Hofseite mit abgesetzten Rundbögen, Ädikulas und ovalen Oberlichtfenstern, die mit den Abtinsignien „V. A.“ bezeichnet sind, sowie ein rundbogiges Hoftor unter einem Schweifgiebel. Flur und Erdgeschoß verfügen über Tonnengewölbe mit Stichkappen. Im Obergeschoß befinden sich Reste spätbarocker Wandgemälde – mit Darstellungen einer Chinoiserie und einer Blumenvase – in illusionistischen Rahmungen aus der Zeit um 1780. | BDA-Hist.: Q37908804 Status: § 2a Stand der BDA-Liste: 2025-06-30 Name: Pfarrhof GstNr.: 55                                                  |
| ja   | Datei hochladen | Figur hl. Johannes Nepomuk HERIS-ID: 27189 Objekt-ID: 23705    | gegenüber Großriedenthal 24 Standort KG: Großriedenthal  | Gegenüber vom Pfarrhof steht eine mit 1744 bezeichnete Statue des hl. Johannes Nepomuk. | BDA-Hist.: Q37908821 Status: § 2a Stand der BDA-Liste: 2025-06-30 Name: Figur hl. Johannes Nepomuk GstNr.: 179                               |
| ja   | Datei hochladen | Flur-/Wegkapelle HERIS-ID: 27201 Objekt-ID: 23717              | Großriedenthal 47 Standort KG: Großriedenthal            | Der um 1900 in Form eines historistischen Portals errichtete Breitpfeiler mit Mittelrisalit, quadratischer Toröffnung und schmiedeeisernem Gittertor hat über dem Dreiecksgiebel einen kapellenartigen Aufbau mit vertieftem Dreiecksgiebel, ziegelgedecktem Satteldach und verglaster Spitzbogennische mit Lourdesmadonna. In zwei gleichartigen Aufsätzen mit schaftartigem Unterbau an beiden Seiten des Breitpfeilers stehen ebenfalls Heiligenstatuen: links eine weitere Madonna und rechts eine Herz-Jesu-Figur. Über dem mittleren Aufsatz befindet sich ein aus Schmiedeeisen gefertigtes Patriarchenkreuz. | BDA-Hist.: Q37908978 Status: § 2a Stand der BDA-Liste: 2025-06-30 Name: Flur-/Wegkapelle GstNr.: 179 Großriedenthal 47 Wegkapelle            |
| ja   | Datei hochladen | Stiftshof, Großriedenthal HERIS-ID: 28982 Objekt-ID: 25599     | Großriedenthal 59 Standort KG: Großriedenthal            | | BDA-Hist.: Q37922878 Status: Bescheid Stand der BDA-Liste: 2025-06-30 Name: Stiftshof, Großriedenthal GstNr.: 139                            |
| ja   | Datei hochladen | Bildstock HERIS-ID: 27192 Objekt-ID: 23708                     | Großriedenthal 195 Standort KG: Großriedenthal           | Achteckpfeiler mit Quaderaufsatz und krönender Steinkreuzpyramide. Pfeiler mit 1601 bezeichnet, Quaderaufsatz mit 1673. Im Quaderaufsatz Reliefs Pietà, Kreuzigung und Betender. | BDA-Hist.: Q37908857 Status: § 2a Stand der BDA-Liste: 2025-06-30 Name: Bildstock GstNr.: 103/2                                              |
| ja   | Datei hochladen | Bildstock HERIS-ID: 27191 Objekt-ID: 23707                     | Standort KG: Großriedenthal                              | Der Pfeilerbildstock hat einen Quaderaufsatz mit Kreuzigungsrelief und Steinkreuz. Er ist mit 1687 bezeichnet. | BDA-Hist.: Q37908842 Status: § 2a Stand der BDA-Liste: 2025-06-30 Name: Bildstock GstNr.: 48                                                 |
| ja   | Datei hochladen | Bildstock HERIS-ID: 27193 Objekt-ID: 23709                     | Standort KG: Großriedenthal                              | Abgefaster Pfeiler mit reliefiertem Quaderaufsatz und beschädigter Steinkreuzpyramide. Wird im Volksmund Wetterkreuz genannt. | BDA-Hist.: Q37908874 Status: § 2a Stand der BDA-Liste: 2025-06-30 Name: Bildstock GstNr.: 590                                                |
| ja   | Datei hochladen | Bildstock HERIS-ID: 27194 Objekt-ID: 23710 marterl.at: 14266   | Standort KG: Großriedenthal                              | Der barocke Sandstein-Bildstock an der Straße zwischen Großriedenthal und Hohenwart wird aufgrund des Stiftungsjahres 1661 als Pestmarterl gedeutet. Auf dem abgefasten Schaft ruht ein Schulterstück mit flachen bogigen Nischen, die abgesehen vom Stiftungsjahr keine weiteren Gravuren aufweisen. Den oberen Abschluss bildet ein auf einer Dachplatte ruhendes Spitzsteindach mit schmiedeeisernem Patriarchenkreuz. | BDA-Hist.: Q37908892 Status: § 2a Stand der BDA-Liste: 2025-06-30 Name: Bildstock GstNr.: 1043                                               |
| ja   | Datei hochladen | Bildstock HERIS-ID: 27195 Objekt-ID: 23711 marterl.at: 14280   | Standort KG: Großriedenthal                              | Der barocke Pfeilerbildstock nördlich von Großriedenthal, aus Sandstein gefertigt, mit quadratischem Grundriss und kurzem Sockel, hat einen leicht konisch gefasten Schaft mit vier Reliefs: vorne die Arma Christi, an den anderen Seiten Blumenormamente. Auf der gekehlten Kragenplatte ruht ein quaderförmiger Tabernakelaufsatz mit vier flachen Bildnischen, die jeweils rechteckig verstäbt sind. Zwei Nischen sind leer. An der Rückseite ist das Stiftungsjahr 1661 eingraviert. Die vordere Nische zeigt eine Ölbergszene. Bekrönt wird das Denkmal von einem Steinkreuz mit ankerförmig auslaufenden Balken und liegendem Christusmonogramm. | BDA-Hist.: Q37908909 Status: § 2a Stand der BDA-Liste: 2025-06-30 Name: Bildstock GstNr.: 1135                                               |
| ja   | Datei hochladen | Bildstock HERIS-ID: 27196 Objekt-ID: 23712                     | Standort KG: Großriedenthal                              | Abgefaster Pfeiler mit Quaderaufsatz, Pyramidendach und abschließendem Patriarchenkreuz aus Metall. | BDA-Hist.: Q37908925 Status: § 2a Stand der BDA-Liste: 2025-06-30 Name: Bildstock GstNr.: 655/2                                              |
| ja   | Datei hochladen | Scheune am Hintausweg HERIS-ID: 45226 Objekt-ID: 46150         | Großriedenthal 25 Standort KG: Großriedenthal            | Scheune in der Großriedenthaler „Scheunenstraße“. | BDA-Hist.: Q38014358 Status: Bescheid Stand der BDA-Liste: 2025-06-30 Name: Scheune am Hintausweg GstNr.: 739, 56                            |
| ja   | Datei hochladen | Scheune am Hintausweg HERIS-ID: 45227 Objekt-ID: 46151         | Großriedenthal 26 Standort KG: Großriedenthal            | Große Eckscheune mit zwei Rechtecktoren und glatter, ungegliederter Fassade. | BDA-Hist.: Q38014366 Status: Bescheid Stand der BDA-Liste: 2025-06-30 Name: Scheune am Hintausweg GstNr.: 60                                 |
| ja   | Datei hochladen | Scheune am Hintausweg HERIS-ID: 45228 Objekt-ID: 46152         | Großriedenthal 28 Standort KG: Großriedenthal            | Scheune mit zwei Toren und abgeschrägter Eckfassade, im Bereich des linken Tores teilweise verbretterter Giebel. | BDA-Hist.: Q38014376 Status: Bescheid Stand der BDA-Liste: 2025-06-30 Name: Scheune am Hintausweg GstNr.: 61, 62                             |
| ja   | Datei hochladen | Scheune am Hintausweg HERIS-ID: 45229 Objekt-ID: 46153         | Großriedenthal 29 Standort KG: Großriedenthal            | Scheune in der Großriedenthaler „Scheunenstraße“. | BDA-Hist.: Q38014385 Status: Bescheid Stand der BDA-Liste: 2025-06-30 Name: Scheune am Hintausweg GstNr.: 66, 731                            |
| ja   | Datei hochladen | Scheune am Hintausweg HERIS-ID: 45230 Objekt-ID: 46154         | Großriedenthal 30 Standort KG: Großriedenthal            | Scheune in der Großriedenthaler „Scheunenstraße“. | BDA-Hist.: Q38014394 Status: Bescheid Stand der BDA-Liste: 2025-06-30 Name: Scheune am Hintausweg GstNr.: 67, 730 Großriedenthal 34, Scheune |
| ja   | Datei hochladen | Scheune am Hintausweg HERIS-ID: 45231 Objekt-ID: 46155         | Großriedenthal 31 Standort KG: Großriedenthal            | Scheune in der Großriedenthaler „Scheunenstraße“. | BDA-Hist.: Q38014404 Status: Bescheid Stand der BDA-Liste: 2025-06-30 Name: Scheune am Hintausweg GstNr.: 69, 722                            |
| ja   | Datei hochladen | Scheune am Hintausweg HERIS-ID: 45232 Objekt-ID: 46156         | Großriedenthal 32 Standort KG: Großriedenthal            | Scheune in der Großriedenthaler „Scheunenstraße“. | BDA-Hist.: Q38014414 Status: Bescheid Stand der BDA-Liste: 2025-06-30 Name: Scheune am Hintausweg GstNr.: 719                                |
| ja   | Datei hochladen | Scheune am Hintausweg HERIS-ID: 45233 Objekt-ID: 46157         | Großriedenthal 33 Standort KG: Großriedenthal            | Scheune in der Großriedenthaler „Scheunenstraße“. | BDA-Hist.: Q38014420 Status: Bescheid Stand der BDA-Liste: 2025-06-30 Name: Scheune am Hintausweg GstNr.: 71, 718                            |
| ja   | Datei hochladen | Scheune am Hintausweg HERIS-ID: 45234 Objekt-ID: 46158         | Großriedenthal 34 Standort KG: Großriedenthal            | Scheune in der Großriedenthaler „Scheunenstraße“. | BDA-Hist.: Q38014427 Status: Bescheid Stand der BDA-Liste: 2025-06-30 Name: Scheune am Hintausweg GstNr.: 713, 74 Großriedenthal 30, Scheune |
| ja   | Datei hochladen | Scheune am Hintausweg HERIS-ID: 45235 Objekt-ID: 46159         | Großriedenthal 35 Standort KG: Großriedenthal            | Scheune in der Großriedenthaler „Scheunenstraße“. | BDA-Hist.: Q38014436 Status: Bescheid Stand der BDA-Liste: 2025-06-30 Name: Scheune am Hintausweg GstNr.: 75, 711                            |
| ja   | Datei hochladen | Scheune am Hintausweg HERIS-ID: 45236 Objekt-ID: 46160         | Großriedenthal 36 Standort KG: Großriedenthal            | Scheune in der Großriedenthaler „Scheunenstraße“. | BDA-Hist.: Q38014444 Status: Bescheid Stand der BDA-Liste: 2025-06-30 Name: Scheune am Hintausweg GstNr.: 76                                 |
| ja   | Datei hochladen | Scheune am Hintausweg HERIS-ID: 45237 Objekt-ID: 46161         | Großriedenthal 37 Standort KG: Großriedenthal            | Scheune in der Großriedenthaler „Scheunenstraße“. | BDA-Hist.: Q38014453 Status: Bescheid Stand der BDA-Liste: 2025-06-30 Name: Scheune am Hintausweg GstNr.: 77                                 |
| ja   | Datei hochladen | Scheune am Hintausweg HERIS-ID: 45238 Objekt-ID: 46162         | Großriedenthal 28, gegenüber Standort KG: Großriedenthal | Holzkonstruktion mit Satteldach und übergiebeltem Scheunentor. | BDA-Hist.: Q38014463 Status: Bescheid Stand der BDA-Liste: 2025-06-30 Name: Scheune am Hintausweg GstNr.: 733                                |
| ja   | Datei hochladen | Scheune am Hintausweg HERIS-ID: 45239 Objekt-ID: 46163         | Großriedenthal 26, gegenüber Standort KG: Großriedenthal | Scheune in der Großriedenthaler „Scheunenstraße“. | BDA-Hist.: Q38014472 Status: Bescheid Stand der BDA-Liste: 2025-06-30 Name: Scheune am Hintausweg GstNr.: 738                                |
| ja   | Datei hochladen | Scheune am Hintausweg HERIS-ID: 45240 Objekt-ID: 46164         | Großriedenthal 122, neben Standort KG: Großriedenthal    | Langgestreckte Scheune mit Satteldach und verbrettertem Giebel. Die Fassaden sind durch Putzfelder gegliedert. | BDA-Hist.: Q38014482 Status: Bescheid Stand der BDA-Liste: 2025-06-30 Name: Scheune am Hintausweg GstNr.: 741                                |
| ja   | Datei hochladen | Hausberg Riedenthal HERIS-ID: 112230 Objekt-ID: 130303         | Hausberg Standort KG: Neudegg                            | Von der Hausberganlage von Großriedenthal ist ein Kegelstumpf mit Wall und Graben erhalten. | BDA-Hist.: Q37829748 Status: Bescheid Stand der BDA-Liste: 2025-06-30 Name: Hausberg Riedenthal GstNr.: 330/1, 340, 342, 361, 367            |
| ja   | Datei hochladen | Hausberg/Burgstall HERIS-ID: 111966 Objekt-ID: 130004seit 2013 | Hausberg Standort KG: Neudegg                            | Nordöstlich über dem Ort befindet sich ein mittelalterlicher Hausberg. | BDA-Hist.: Q37827967 Status: Bescheid Stand der BDA-Liste: 2025-06-30 Name: Hausberg/Burgstall GstNr.: 50/1, 50/29                           |
| ja   | Datei hochladen | Ortskapelle HERIS-ID: 27202 Objekt-ID: 23718                   | gegenüber Neudegg 85 Standort KG: Neudegg                | Am Anger von Neudegg erhebt sich eine nach Norden ausgerichtete, spätbarocke, gegen Ende des 18. Jahrhunderts errichtete Ortskapelle. Sie hat einen rechteckigen Grundriss mit abgerundeten Ecken und ist durch Pilaster sowie durch verkröpfte Gesimse gegliedert. Ihr Dachreiter ist von rundbogigen Schallfenstern und einem Zwiebelhelm bekrönt. Im Inneren befindet sich ein ovaler Raum mit Flachkuppel, der durch Doppelpilaster gegliedert ist. Auf einer Wandmalerei aus der Mitte des 20. Jahrhunderts ist die Heilige Dreifaltigkeit abgebildet. Die Glasfenster, mit Darstellungen der Hll. Leopold und Wendelin, sind mit 1947 bezeichnet. Zur weiteren Ausstattung zählen ein barockes Kruzifix und ein barocker Leuchterengel.                                    | BDA-Hist.: Q37908996 Status: § 2a Stand der BDA-Liste: 2025-06-30 Name: Ortskapelle GstNr.: .128                                             |
| ja   | Datei hochladen | Steinkreuz HERIS-ID: 27197 Objekt-ID: 23713                    | Standort KG: Ottenthal                                   | Dieses Steinkreuz wurde laut Sockelinschrift im 19. Jahrhundert errichtet. | BDA-Hist.: Q37908941 Status: § 2a Stand der BDA-Liste: 2025-06-30 Name: Kruzifix/Kreuz GstNr.: 2304/1                                        |
| ja   | Datei hochladen | Bildstock HERIS-ID: 27198 Objekt-ID: 23714                     | Standort KG: Ottenthal                                   | Der Tabernakelbildstock auf Betonsockel mit Quaderaufsatz zeigt von Südosten beginnend im Uhrzeigersinn: Relief hl. Johannes Nepomuk; Gnadenstuhl; Hl. Familie und Inschrift „1747 DEn 5. JULI DIE GEMEIN OTENTAL“. | BDA-Hist.: Q37908957 Status: § 2a Stand der BDA-Liste: 2025-06-30 Name: Bildstock GstNr.: 2509                                               |
| ja   | Datei hochladen | Kath. Filialkirche hl. Ulrich HERIS-ID: 27199 Objekt-ID: 23715 | neben Ottenthal 64 Standort KG: Ottenthal                | Die inmitten von Ottenthal erhöht gelegene Filialkirche hl. Ulrich ist ein barocker, hoch proportionierter Saalbau von 1704 mit einem eingezogenen, rund geschlossenen Chor im Norden und einem viergeschoßigen Turm im Osten. Das lisenengegliederte Langhaus ist durch Lunettenfenster geöffnet. Die südliche Eingangsfassade ist durch Pilaster gegliedert und hat einen trapezförmigen zweizonigen Giebel. Der Turm weist eine Putzbandgliederung und rundbogige Schallfenster auf. Bekrönt wird er von Uhrengiebeln und einem Zwiebelhelm. | BDA-Hist.: Q24729999 Status: § 2a Stand der BDA-Liste: 2025-06-30 Name: Kath. Filialkirche hl. Ulrich GstNr.: .55 Filialkirche Ottenthal     |
| ja   | Datei hochladen | Pietà-Säule HERIS-ID: 109969 Objekt-ID: 127616                 | Standort KG: Ottenthal                                   | Die im Biedermeierstil ausgeführte Pietà nordöstlich von Ottenthal wurde 1836 errichtet. Sie hat ein quadratisches Fundament, darauf einen hohen, oben gekehlten Sockel und eine toskanische Säule, die sich nach oben verjüngt. Bekrönt wird sie von einer Figur der trauernden Maria mit dem toten Jesus auf dem Schoß. | BDA-Hist.: Q37816361 Status: Bescheid Stand der BDA-Liste: 2025-06-30 Name: Pietà-Säule GstNr.: 622/1                                        |